# Грохот-дробарка

Грохот — дробарка.

Барабанні дробарки (грохоти-дробарки) застосовують для очищення гірничої маси від крупногрудкової породи і побічних предметів.
Барабанні дробарки (грохоти-дробарки) застосовують в практиці вуглезбагачення для очищення гірничої маси від крупногрудкової породи і побічних предметів. Принцип дії дробарки оснований на використанні ефекту вибіркового дроблення: при вільному падінні й ударі об решета менш міцне вугілля руйнується швидше, ніж порода. Успішне застосування грохотів-дробарок забезпечується при достатньо високої селективності дроблення вугілля і породи.

## Загальний опис
Принцип дії дробарки оснований на використанні ефекту вибіркового дроблення, тобто того факту, що при вільному падінні і ударі об решета менш міцне вугілля руйнується швидше, ніж порода. Успішне застосування грохотів-дробарок забезпечується при достатньо високій селективності дроблення вугілля і породи.
Вибірковість дроблення оцінюється коефіцієнтом :
kдр = івуг / іпор,
де івуг , іпор — ступінь дроблення відповідно вугілля і породи.
Успішне застосування барабанних дробарок рекомендується при значеннях kдр > 1,3 ÷ 1,5.

Для забезпечення процесу дроблення в барабанних грохотах-дробарках необхідно, щоб частота обертання барабану була менше критичної, при якій сила ваги грудки матеріалу, що дробиться, врівноважується відцентровою силою.
Промисловістю серійно випускаються барабанні дробарки двох типорозмірів ДБ-22 і ДБ-28.
Барабан дробарки має вінцеву шестерню, решета, подовжні балки, полиці, що підіймають матеріал, і розвантажувальні лопатки. Решета виготовлюються з листів сталі товщиною 25 мм з круглими отворами діаметром 50, 100, 150, 200, 250 і 300 мм у середині барабана встановлюють п'ять рядів полиць з радіальним кутом нахилу 15о і подовжнім — 5о. Захисне огородження складається з окремих секцій і служить для запобігання попадання пилу, що утворюється при роботі дробарки, у робоче приміщення.
Вихідний матеріал, завантажений у барабан, підіймається полицями на деяку висоту і скидається униз на решета барабану. Роздроблений до розміру отвору решета продукт (вугілля, дрібна порода) просипається, а надрешітний (крупна міцна порода, дерево, інші побічні предмети) лопатками направляються і просуваються до розвантажувального жолоба. Перед подачею матеріалу в грохот-дробарку дрібні класи відділяють, а потім приєднують до підрешітного продукту.
Дробарка ДБ-28 є машиною ударної дії, яка передає вібрації на власну основу. Тому її основа повинна бути розрахована не тільки на власну масу, але й на динамічні навантаження, що виникають при роботі.
До переваг використання грохотів-дробарок слід віднести менше число технологічних операцій (процеси дроблення, грохочення і видалення предметів, що не дробляться відбувається одночасно), механізацію процесу видалення побічних предметів, поєднання принципу вибіркового дроблення з можливістю механізованого видалення частини породи до збагачення, більш прості компонувальні рішення, менша у порівнянні зі звичайною схемою кількість обслуговчого персоналу.
Основним недоліком грохотів-дробарок є громіздкість конструкції і неможливість використання у тих випадках, коли міцність породи близька до міцності вугілля.